# Oculicosa supermirabilis
Oculicosa supermirabilis Zyuzin, 1993 è un ragno appartenente alla famiglia Lycosidae.
È l'unica specie nota del genere Oculicosa.

## Distribuzione
L'unica specie oggi nota di questo genere è stata rinvenuta nel Kazakistan, nell'Uzbekistan e nel Turkmenistan.

## Tassonomia
Le caratteristiche di questo genere sono state descritte dall'analisi degli esemplari tipo Oculicosa supermirabilis Zyuzin, 1993.
Dal 2011 non sono stati esaminati altri esemplari, né sono state descritte sottospecie al 2017.